# Dissodon magellanicus
Dissodon magellanicus là một loài rêu trong họ Splachnaceae. Loài này được (Brid.) Hampe mô tả khoa học đầu tiên năm 1851.